# IC 2163
IC 2163 ist eine Balkenspiralgalaxie im Sternbild Großer Hund südlich des Himmelsäquators, die etwa 116 Millionen Lichtjahre von der Milchstraße entfernt ist. Sie kollidiert gegenwärtig mit der größeren Spiralgalaxie NGC 2207. Die Entfernungsmessungen basierend auf den Radialgeschwindigkeiten stimmen nicht mit den rotverschiebungsunabhängigen Entfernungsschätzungen von 61 ± 17 Millionen Lichtjahren überein.
Entdeckt wurde das Objekt am 11. Februar 1898 vom US-amerikanischen Astronomen Herbert Alonzo Howe.

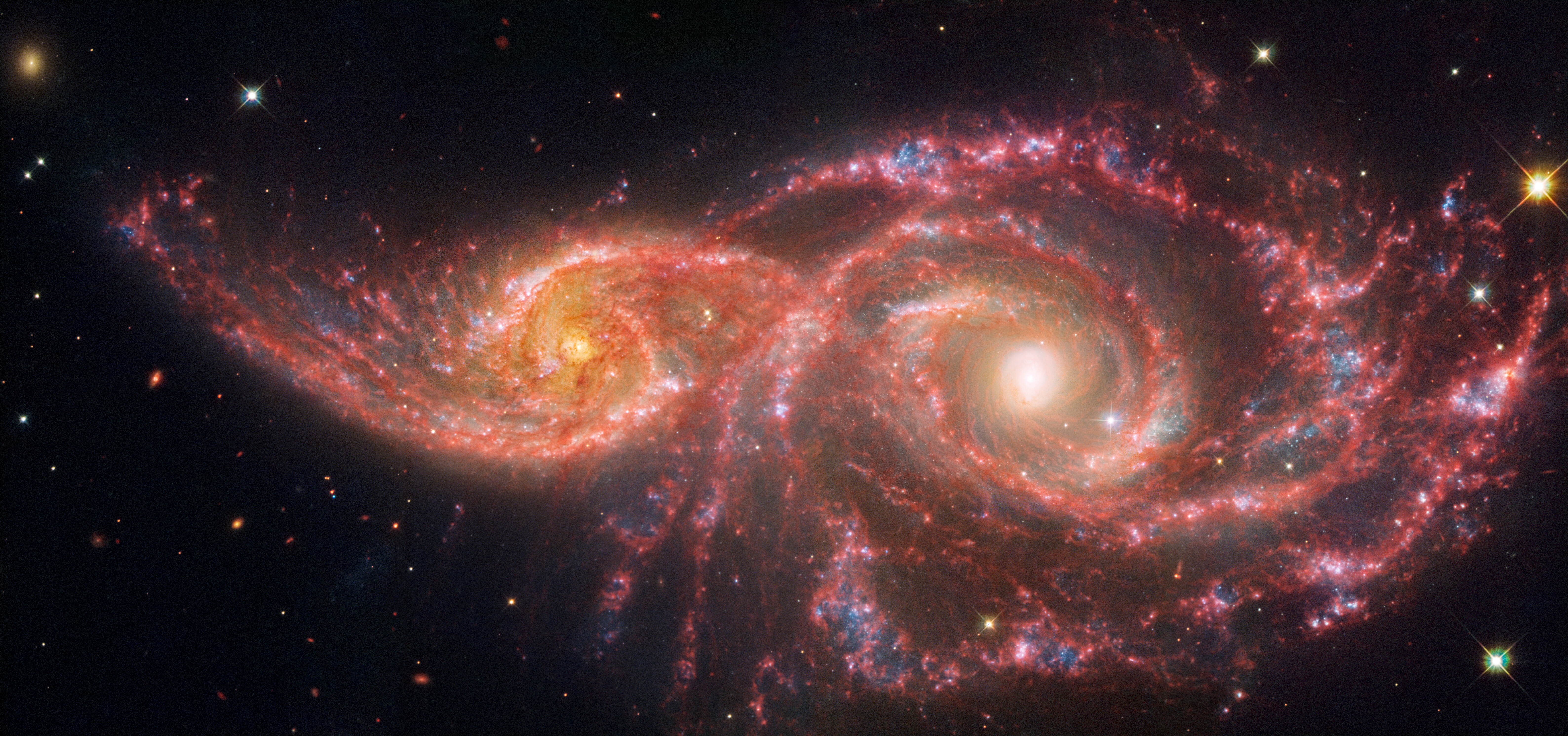
IC 2163 and NGC 2207 aufgenommen vom Hubble-Weltraumteleskop und dem James Webb-Weltraumteleskop